# Absidia (Band)
Absidia war eine Hardcore-Punk-Gruppe aus Baden-Württemberg. Sie wurde der Stuttgarter Hardcore-Szene zugerechnet. Ihre Mitglieder kamen jedoch aus dem näheren bis weiteren Umland, aus Gemeinden wie Aichwald, Bempflingen oder Schramberg.

## Geschichte
Absidia wurde 1998 ursprünglich unter dem Namen Countless gegründet. Countless veröffentlichten 1999 ursprünglich das 5-Song-Demo-Tape Dawn Of All Evil. Drei Songs dieses Demos wurden später auf der Split 7″ mit Maroon wiederveröffentlicht. Mit dem starken Demo im Rücken wurde anschließend das erste Album Written in Minor Key aufgenommen und auf der ehemals in Bremen und mittlerweile in Bielefeld ansässigen Kult-Hardcore-Plattenfirma Per Koro Records veroeffentlicht. Kurz nach dem Erscheinen des Debütalbums gab es zwei Umbesetzungen im Lineup der Band. Zuerst stieg Peter Bastian am Bass ein und etwas später ersetzte Marc-Antonio Hartmann, der zusammen mit Arne Link bei den Karlsruhern Man Vs. Humanity gespielt hatte, Roland Boeffgen am Schlagzeug. Die Neubesetzung nahm bei Dirk Kusche im Bremer Kuschelrock Studio drei neue Lieder für eine Split LP/CD mit Six Reasons To Kill auf, die Anfang 2002 auf Per Koro Records und Bastardized Recordings veröffentlicht wurde. 2003, unmittelbar nach einem Angebot von Lifeforce Records, löste sich die Band nach dem Weggang von Gitarrist Markus Fälchle und Sänger Daniel Dietelbach auf. Arne Link, Marc-Antonio Hartmann, und Roland Boeffgen, diesmal an der Gitarre, gründeten The Crimson Divine, die im Anschluss 2003 ein 3-Song-Demo veröffentlichten. Bassist Peter Bastian gründete 2003 mit dem Sidekick-Schlagzeuger Fabian Kenner und weiteren die Hardcore-Punkband Teamkiller. Daniel Dietelbach nahm mit der Metalcore-Band Since The Day 2003 ein Album auf.
Stand 2021: Roland Boeffgen gehört das Tonstudio Hard Drive Sounds und hat unter anderem die Stuttgarter Hardcore-Band EMPOWERMENT produziert. Peter Bastian spielt Bass bei der Hardcore-Band Spirit Crusher. Arne Link arbeitet in Zürich. Daniel Dietelbach ist unter anderem als Referent über Faschismus in der Musikszene und als Jugendsozialarbeiter tätig. Marc-Antonio Hartmann arbeitet als Doktor der Klinischen Kinderpsychologie in dem Kinderkrankenhaus der Stanford University in Palo Alto, Kalifornien.

## Stil
Sich selbst in der Hardcore- und Punk-Szene verortend spielte die Gruppe einen Musikstil, der sehr stark vom Death Metal beeinflusst war und auch als Metalcore bezeichnet wird. Metalnews.de bezeichnete die Band als „Metalcore-Wegbereiter“ und Daniel Dietelbach als „Ausnahmesänger“. Metal.de fasste die Musik der Band als „messerscharfes, Fleisch wie Butter durchschneidendes Riffing, hasserfüllter Gesang und versiertes Drumming irgendwo zwischen At the Gates und Amon Amarth“ zusammen und wertete, Absidia „stecken (…) den Großteil der momentanen Melodic-Death-Veröffentlichungen locker in die Tasche“.

## Diskografie (Auswahl)
- 2001: Split-EP mit Maroon (Crap Chord)
- 2001: Written in Minor Key (Per Koro)
- 2002: Morphology Of Fear (Split-Album mit Six Reasons to Kill, Per Koro Records, Bastardized Recordings)